# Jüdischer Friedhof (Ermershausen)

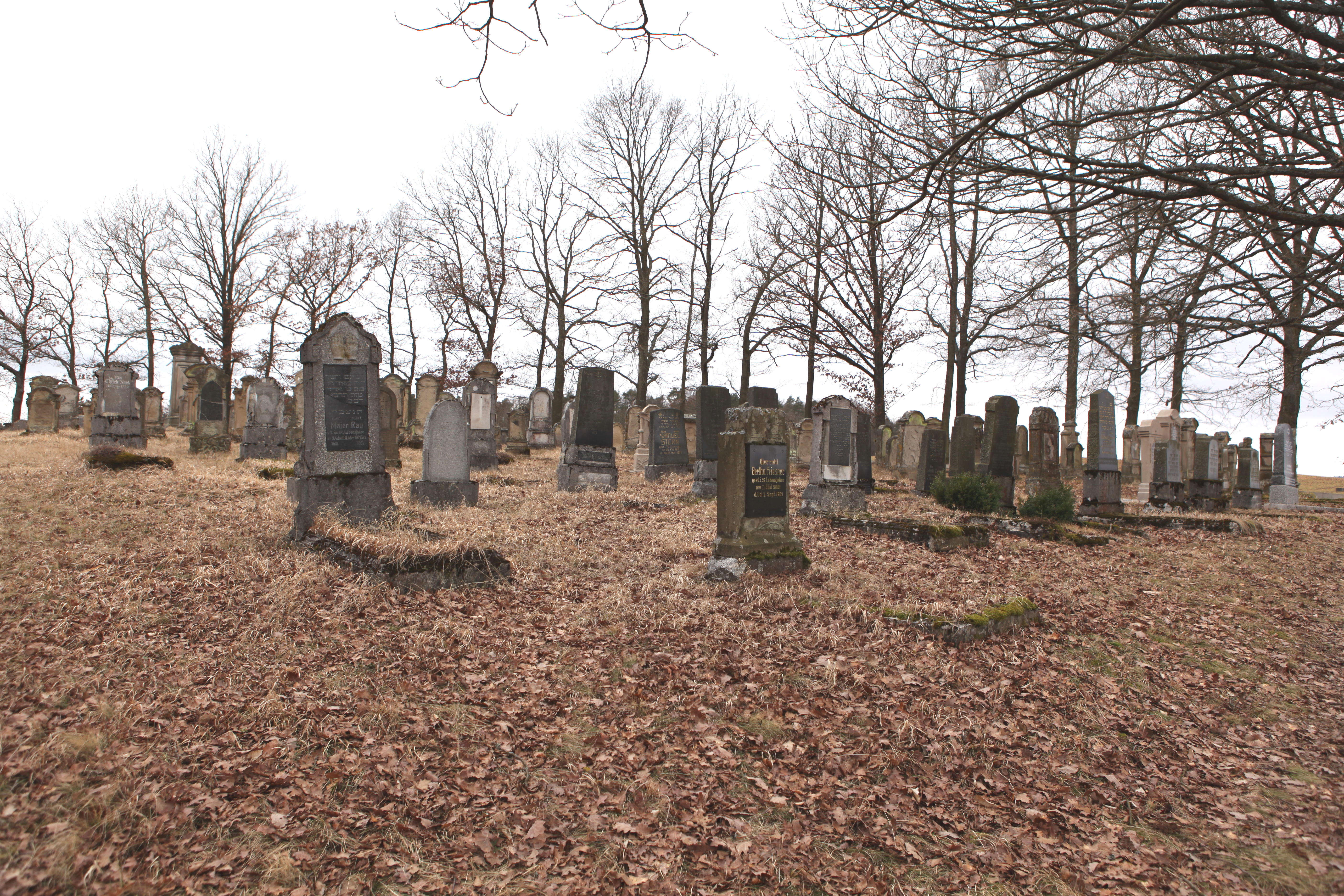
Jüdischer Friedhof in Ermershausen

Der Jüdische Friedhof Ermershausen im unterfränkischen Ermershausen, einer Gemeinde im Landkreis Haßberge, befindet sich südöstlich von Ermershausen, nahe der B 279 zwischen Ermershausen und Maroldsweisach.
Auf dem 31,40 Ar großen Friedhof befinden sich laut einer aktuellen Zählung 226 Grabsteine (Mazewot).

## Geschichte
Auf dem 1830 eingeweihten Friedhof wurden neben den verstorbenen Juden von Ermershausen auch jene aus Maroldsweisach beigesetzt. Vorher wurden verstorbene Juden von Ermershausen und zur Hälfte von Maroldsweisach auf dem jüdischen Friedhof von Ebern beigesetzt. Die andere Hälfte der Maroldsweisacher jüdischen Verstorbenen wurde auf dem jüdischen Friedhof in Kleinsteinach bestattet, wo sie sich eingekauft hatten.
Auf dem Friedhof befindet sich die Grabstätte von Karolina "Lina" Kissinger, geb. Zeilberger (1863–1906), der Großmutter des ehemaligen US-Außenministers Henry Kissinger.